# Wasserburg (Bodensee)
Wasserburg am Bodensee er en kommune i Landkreis Lindau, i regierungsbezirk Schwaben, i den tyske delstat Bayern.

## Geografi
Wasserburg er en kurby, og ligger på bredden af Bodensøen

### Inddeling
I kommunen er der følgende bydele og landsbyer:
| - Wasserburg - Wasserburg (kirke og slot) - Mooslachen | - Mitten - Reutenen - Hege | - Hattnau - Selmnau - Hengnau |

## Historie
Wasserburg er nævnt første gang i 784 som "wazzarburuc" i et dokument fra Kloster Sankt Gallen. Borgen som har lagt navn til byen, lå oprindeligt på en ø, som i 1720 blev forbundet med fastlandet via en dæmning. I 1872 blev der bygget en mole til dampskibstrafikken, og i 1899 fik byen en banegård på Bodenseegürtelbahn, der går fra Radolfzell til Lindau.